# Magalhães de Almeida
Magalhães de Almeida is een gemeente in de Braziliaanse deelstaat Maranhão. De gemeente telt 14.808 inwoners (schatting 2009).